# Aeroporto El Trompillo
O Trompillo é um aeroporto local da cidade de Santa Cruz de la Sierra, na Bolívia. Está situado na parte sudoeste da cidade. Seu uso exclusivo é para voos dentro do país. Até os anos 80, o aeroporto foi internacional e desde então foi repassado para o atual Aeroporto Internacional Viru Viru.

## Trampillo
El Trompillo Aeroporto está localizado na parte sul de Santa Cruz, Bolívia, cerca de 2 km de distância da Central Plaza. Ao aeroporto foi dado o nome de "Capitão Horacio Vasquez" homenageando um piloto que morreu em um acidente durante uma viagem de La Paz a Argentina. No entanto, devido à localização, o aeroporto com o tempo era conhecido como "El Trompillo". Nos primeiros 65 anos, ele era o único aeroporto da cidade, até que em 1985 o aeroporto internacional de Viru Viru foi construído.
As primeiras companhias aéreas a utilizar este aeroporto foram Lloyd Aéreo Boliviano, conhecido como LAB, e Panagra. Cerca de 70 partidas e chegadas da Força Aérea, e as pequenas e as grandes companhias aéreas estão registados. Por um tempo, de 1980 a 1985, a quantidade de aviões registados aumentou devido a uma luta contra o tráfico de drogas.